# Nederland op het Eurovisiesongfestival 1982
Nederland nam deel aan het Eurovisiesongfestival 1982 in Harrogate. Het was de 27ste deelname van het land aan het Eurovisiesongfestival. De NOS was verantwoordelijk voor de Nederlandse bijdrage. Winnaar van dat jaar was Nicole die Ein bißchen Frieden ten gehore bracht.

## Selectieprocedure
Het Nationaal Songfestival werd op 24 februari 1982 gehouden in het Circustheater in Scheveningen. De show werd gepresenteerd door Lenny Kuhr. In totaal deden 3 artiesten mee en 3 liedjes. Elke artiest zong elk lied.
| Lied            | Punten | Plaats |
| --------------- | ------ | ------ |
| Pierement       | 0      | 3      |
| Jij en ik       | 4      | 1      |
| Fantasie eiland | 3      | 2      |

| Artiest           | Punten | Plaats |
| ----------------- | ------ | ------ |
| Bill van Dijk     | 60     | 1      |
| Bonnie St. Claire | 35     | 2      |
| The Millionaires  | 25     | 3      |

## In Harrogate
Nederland moest tijdens het Eurovisiesongfestival aantreden als zestiende van 18 deelnemers, voorafgegaan door Israël en gevolgd door Ierland. Aan het einde van de puntentelling bleek dat Bill van Dijk op de 16de plaats was geëindigd met een totaal van 8 punten. Hiervan waren vijf punten afkomstig van Duitsland en drie van Zweden. België had geen punten over voor het Nederlandse lied.

### Gekregen punten
| 12 punten   | 10 punten | 8 punten | 7 punten | 6 punten |
| ----------- | --------- | -------- | -------- | -------- |
|             |           |          |          |          |
| 5 punten    | 4 punten  | 3 punten | 2 punten | 1 punt   |
| - Duitsland |           | - Zweden |          |          |

### Punten gegeven door Nederland
Punten gegeven in de finale:
| 12 punten | Cyprus              |
| 10 punten | Zwitserland         |
| 8 punten  | Israël              |
| 7 punten  | Luxemburg           |
| 6 punten  | Duitsland           |
| 5 punten  | Zweden              |
| 4 punten  | Portugal            |
| 3 punten  | België              |
| 2 punten  | Turkije             |
| 1 punt    | Verenigd Koninkrijk |

1956 · 1957 · 1958 · 1959 · 1960 · 1961 · 1962 · 1963 · 1964 · 1965 · 1966 · 1967 · 1968 · 1969 · 1970 · 1971 · 1972 · 1973 · 1974 · 1975 · 1976 · 1977 · 1978 · 1979 · 1980 · 1981 · 1982 · 1983 · 1984 · 1985 · 1986 · 1987 · 1988 · 1989 · 1990 · 1991 · 1992 · 1993 · 1994 · 1995 · 1996 · 1997 · 1998 · 1999 · 2000 · 2001 · 2002 · 2003 · 2004 · 2005 · 2006 · 2007 · 2008 · 2009 · 2010 · 2011 · 2012 · 2013 · 2014 · 2015 · 2016 · 2017 · 2018 · 2019 · 2020 · 2021 · 2022 · 2023 · 2024 · 2025